# Bandeira do Bascortostão
A Bandeira do Bascortostão é um dos símbolos oficiais da República do Bascortostão, um das subdivisões da Federação Russa. Foi adotada em 25 de fevereiro de 1992 e aprovada pelo Parlamento da República no dia 6 de Julho de 1999. A data de 25 de fevereiro é considerada o Dia da Bandeira Nacional da República de Bascortostão.

## Descrição
Seu desenho consiste em um retângulo com proporção largura-comprimento de 2:3, dividido em três faixas horizontais de mesma largura, uma azul superior, uma branca central ostentando o emblema da república, e uma azul inferior. O emblema presente na bandeira consiste em um círculo de diâmetro equivalente a 1/8 do comprimento e 1/4 da largura da bandeira. Dentro do círculo está flor kuraia (Pleurospermum uralense) estilizada com 7 pétalas. A relação da largura do pavilhão para o seu comprimento é de 2:3 (inicialmente e até 2003 era 1:2).

## Simbologia
As cores significam:
- Azul Claro, a bondade e pureza de pensamentos de pessoas, além da integridade e virtude do povo
- Branco representa a paz, da abertura, a vontade de cooperar;
- Verde representa a liberdade, a eternidade da vida.

A flor Kuraia localizada no centro da listra brancas é um símbolo de amizade, suas sete pétalas simbolizam as sete tribos que lançaram uma consolidaram o  Bascortostaão em seu território. O círculo que moldura a flor simboliza um sinal de movimento perpétuo.
As cores azul e branca coincidem com as cores da bandeira da Rússia, que a Bashkirs conviveram durante séculos em paz e amizade. 